# Okręg Poznań Batalionów Chłopskich
X Poznański Okręg Batalionów Chłopskich – terenowa jednostka organizacyjna Batalionów Chłopskich.
Okręg X Poznański obejmował swoim zasięgiem Wielkopolskę.

## Struktura organizacyjna
Na czele okręgu stała jego Komenda Główna.
- Komendantami Okręgu byli:
  - Jan Wojkiewicz kwiecień 1940 - 9 IX 1941
  - Tadeusz Nowak wrzesień 1941 - wrzesień 1945
- Zastępcami Komendanta Okręgu byli:
  - Stanisław Zbierski
  - Michał Jagła
- Szefami Wydziału Organizacyjno-Szkoleniowego byli:
  - Tadeusz Nowak
  - Franciszek Ratajczak
- Szefem Wydziału Rozpoznania i Informacji był:
  - Bolesław Jaszkiewicz
- Szefem Wydziału Łączności był:
  - Wincenty Piasecki
- Szefem Wydziału Sanitarnego była:
  - Kazimiera Nowak z domu Gesell

Został podzielony na podokręgi i obwody:
- Podokręg A - Północny (szamotulsko-obornicki) (skład komendy podokręgu: Nikodem Gidaszewski, Jan Jajuga, Stanisław Lis, Władysław Magda, Stefan Suberlak, Jan Wojkiewicz, Michał Zieliński)
  - 14 – Obwód Szamotuły (komendanci Stanisław Lis, Stefan Suberlak)
  - 15 – Obwód Oborniki (komendanci Jan Ratajczak, Nikodem Gidaszewski)
  - 16 – Obwód Wągrowiec (komendanci Władysław Magda, Stanisław Orywał)
  - 17 – Obwód Międzychód (komendant Michał Kumorek)
  - 18 - Obwód Nowy Tomyśl (komendant Czekała)
- Podokręg B - Zachodni (śremski) (skład komendy podokręgu: Stanisław Bąk, Czesław Cyplik, Kazimiera Nowak, Bolesław Jaszkiewicz, Marian Kubiak, Tadeusz Nowak, Jan Olejniczak, Wincenty Piasecki)
  - 10 – Obwód Śrem (komendant Marian Kubiak)
  - 11 – Obwód Kościan (komendant Stanisław Bąk)
  - 12 – Obwód Gostyń (komendanci Jan Woźny, Jan Olejniczak)
  - 13 - Obwód Wolsztyn (komendant Nowak)
- Podokręg C - Wschodni (średzki) (skład komendy podokręgu: Stanisław Zbierski, Kazimierz Surdyk, Feliks Łazewski, Kazimierz Grzesiecki, Antoni Mocek, Tadeusz Świt, Jan Menesiak, Juliusz Krawczyński, Czesław Marciniak)
  - 6 - Obwód Środa (komendant Stanisław Zbierski)
  - 7 - Obwód Jarocin (komendant Antoni Mocek)
  - 8 - Obwód Września (komendanci Leon Zbierski, Edward Dębicki, Kazimierz Liske)
  - 9 - Obwód Poznań i Gniezno (komendant Czesław Muszyński)
- Podokręg D - Południowy (ostrowski) (skład komendy podokręgu: Michał Jagła, Stanisław Banaszek, Marcin Poprawa, Wojciech Mocek, Józef Ratajczyk, Stanisław Sorocki, Stefan Banaszczyk, Ignacy Grześkowiak, Marian Mądrzak)
  - 1 - Obwód Ostrów Wielkopolski (komendant Wojciech Mocek)
  - 2 - Obwód Krotoszyn (komendant Stanisław Banaszek)
  - 3 - Obwód Rawicz (komendant Marcin Poprawa)
  - 4 - Obwód Leszno (komendant Ignacy Grześkowiak)
  - 5 - Obwód Kępno (komendant Ignacy Stodolski)